# Docteur Dolittle
Pour les articles homonymes, voir Docteur Dolittle (homonymie).
Le docteur Dolittle est le héros d'une série de treize romans pour la jeunesse écrits et illustrés par l'auteur anglais Hugh Lofting (1886-1947), et publiés à partir de 1920. Le premier roman rencontre un grand succès aux États-Unis et en Grande-Bretagne. Face à ce succès et à la demande des lecteurs, l'auteur écrira plusieurs suites. Le second tome, Les Voyages du docteur Dolittle, se verra récompensé de la prestigieuse Médaille Newbery en 1923 décernée au meilleur roman pour la jeunesse. En France, quelques titres sont édités dès les années 1930.

## Genèse
Durant la Première Guerre mondiale, alors qu'il est au front, Hugh Lofting écrit des lettres à ses enfants pour les divertir et adoucir son absence. Il invente pour eux le personnage du docteur Dolittle. C'est en voyant le comportement courageux, durant les combats sur les champs de bataille, des chevaux et des mules, que l'on achève s'ils sont blessés, que l'idée lui vient de créer le docteur Dolittle, défenseur des droits des animaux, « afin que ce personnage fictif puisse faire pour ces animaux ce qu'il n’était pas possible de faire pour eux dans la vie réelle », dira plus tard Hugh Lofting lors d'une conférence en 1923, alors qu'on lui remet un prix littéraire pour son second roman. Hugh Lofting décide ensuite de compiler les lettres envoyées à ses enfants (et qui ont été conservées par son épouse) et d'en faire un livre.

## Le personnage
Dans l'Angleterre de l'époque victorienne, John Dolittle, médecin de campagne rondouillard et un brin fantaisiste, toujours vêtu d'un frac et d'un gibus, se découvre une aptitude particulière : celle de pouvoir converser avec son perroquet. Le volatile lui enseigne alors le « langage » des autres animaux. Le docteur décide de ne plus s’occuper que des animaux ; il finit par devenir naturaliste et utilise son don pour mieux comprendre la nature et l'histoire du monde. Il a peu d'amis humains mais beaucoup d'amis animaux:
- le perroquet Polynesia
- le chien Jip
- le cochon Gob-Gob (Gub-Gub en VO)
- le canard Dab-Dab
- le hibou Hou-Hou (Too-Too en VO)
- un cheval mal-voyant (Toggle en VO)
- l'otarie Sophie
- la gazelle Poussemoi-tiretoi[4] (Pushmi-pullyu en VO), qui possède deux têtes à chaque bout du corps et une seule corne, et qui affirme que son arrière grand-père était la dernière licorne
- un singe (Chee-Chee en VO)
- un moineau (Cheapside en VO)
- un escargot de mer géant
- une souris blanche
- une mite géant provenant de la Lune

Avec eux, le docteur Dolittle voyage dans le monde, mène des recherches sur de nouveaux animaux et leurs langages, et démontre que le langage de la communication peut aider à créer un monde meilleur.

## Des romans pour la jeunesse?
Bien que classé comme auteur pour enfants, les thèmes et les idées qui figurent dans les romans de Hugh Lofting (les ravages de la guerre, la complexité des écosystèmes, le danger de discriminer ceux qui sont différents) sont des sujets sérieux et universels. Hugh Lofting ne se considérait d’ailleurs pas comme un écrivain pour enfants. Interrogé sur le succès de ses romans, il dira : « Je ne prétends pas être une autorité en matière d'écriture ou d'illustration pour enfants (...). Il y a toujours eu une tendance à presque classer les enfants dans la catégorie « espèce différente ». Longtemps ce fut pour moi un choc continuel de trouver mes romans dans la catégorie « jeunesse ». Maintenant, cela ne me dérange plus, mais je continue quand même à penser qu'il faudrait une catégorie « vieillesse » pour contrebalancer ce terme. »
Après sa mort, il sera décerné à Hugh Lofting le Prix Lewis Carroll Shelf Award en 1958 pour le premier tome de la série : L'Histoire du docteur Dolittle : sa vie singulière dans son pays et ses étonnantes aventures dans les pays étrangers, écrit en 1920.

## Titres parus
- 1920 : The Story of Doctor Dolittle
- 1922 : The Voyages of Doctor Dolittle
- 1923 : Doctor Dolittle's Post Office
- 1924 : Doctor Dolittle's Circus
- 1925 : Doctor Dolittle's Zoo
- 1926 : Doctor Dolittle's Caravan
- 1927 : Doctor Dolittle's Garden
- 1928 : Doctor Dolittle in the Moon
- 1933 : Doctor Dolittle's Return
- 1936 : Doctor Dolittle's Birthday Book
- 1948 : Doctor Dolittle and the Secret Lake
- 1950 : Doctor Dolittle and the Green Canary
- 1952 : Doctor Dolittle's Puddleby Adventures

Les rééditions françaises et anglaises les plus récentes ne comportent plus les illustrations originales de Hugh Lofting, mais des dessins d'illustrateurs contemporains. Depuis la fin des années 1970, les éditions en anglais ont été purgées du vocabulaire « politiquement incorrect » de l'époque (références aux races, etc.)
Publications en France
- 1931 : L'Histoire du docteur Dolittle : sa vie singulière dans son pays et ses étonnantes aventures dans les pays étrangers (The Story of Doctor Dolittle, being the history of his peculiar life at home and astonishing adventures in foreign parts, 1920)  Traduit par Sarah J. Silberstein et Claire Brugell ; Éditions Albin Michel, collection Elfes et Lutins — Rééditions : 1968 sous le titre Le Docteur Dolittle, illustré par l'auteur, éditions Hachette, collection Idéal-Bibliothèque ; 1979 sous le titre  Histoire du docteur Dolittle, illustrations de l'auteur, traduit par Farid Chennoune, collection Bibliothèque du Chat perché, éditions Flammarion
- 1933 : La Poste du docteur Dolittle (Doctor Dolittle's Post Office, 1923) Illustrations de l'auteur, traduit par Sarah J. Silberstein et Claire Brugell ; Éditions Albin Michel — Rééditions : 1980, collection Bibliothèque du chat perché, éd. Flammarion, illustrations de l'auteur ; traduit par Marie-Agnès Jeanmaire
- 1935 : Les Voyages du docteur Dolittle (The Voyages of Doctor Dolittle, 1922) Illustrations de l'auteur, traduit par Sarah J. Silberstein et Claire Brugell, éditions Albin Michel — Rééditions : 1968, version abrégée retraduite, éditions Hachette, collection Idéal-Bibliothèque no 339 ; 1979 : illustrations de l'auteur ; traduit par Jean-Michel Denis, coll. Bibliothèque du Chat perché, éd. Flammarion ; 2012 : nouvelle traduction d'Anne Struve-Debeaux, illustrations d'Alessandra Laneve, éditions Ipagine,  (ISBN 978-2-9533549-6-6).
- 1967 : L'Extravagant Docteur Dolittle[6]Illustré par Leon Jason, traduit par Claude Voilier, collection Grands albums Hachette no 24, éd. Hachette — Rééditions : 1967 dans la collection Idéal-Bibliothèque no 332, Hachette, illustrations originales de l'auteur, traduction de Suzanne Pairault ; 1968 : collection Nouvelle Bibliothèque rose no 276, Hachette, 186 p., traduit par Suzanne Pairault, illustré par l'auteur
- 1967 : Le Cirque du docteur Dolittle (Doctor Dolittle's Circus, 1924) Illustrations originales de l'auteur, traduction de Jean Muray ; Éditions Hachette, collection Idéal-Bibliothèque no 333 — Rééditions : 1967, collection Idéal-bibliothèque no 332, traduction de Suzanne Pairault ; 1968 : collection Nouvelle Bibliothèque rose no 279, Hachette, traduit par Jean Muray, illustré par l'auteur
- 1968 : Le Docteur Dolittle chez les peaux-rouges Illustré par l'auteur, traduit par Suzanne Pairault, collection Idéal-Bibliothèque no 344, 188 p. (traduction de la 2e partie de l'ouvrage intitulé : The Voyages of Doctor Dolittle)
- 1968 : Le Docteur Dolittle roi de la piste Illustré par l'auteur, traduit par Jean Muray, collection Idéal-Bibliothèque no 339, 188 p. (traduction de la 2e partie de l'édition originale intitulée Doctor Dolittle's circus)

## Adaptations
Les diverses adaptations cinématographiques et télévisuelles sont très éloignées des romans. Le film de 1967 demeure l’adaptation la plus fidèle.

### Au cinéma
- 1967 : L'Extravagant Docteur Dolittle, comédie musicale américaine de Richard Fleischer, avec Rex Harrison dans le rôle du docteur Dolittle. Dans ce film, la gazelle à deux têtes est remplacée par un lama ;
- 1998 : Docteur Dolittle, film américain de Betty Thomas avec Eddie Murphy. Ce film est très éloigné des romans de la série ;
- 2001 : Docteur Dolittle 2, film américain de Steve Carr avec Eddie Murphy ;
- 2006 : Docteur Dolittle 3, film américano-canadien de Rich Thorne, avec Kyla Pratt ;
- 2008 : Docteur Dolittle 4, film américano-canadien de Craig Shapiro, avec Kyla Pratt ;
- 2009 : Docteur Dolittle 5, film américain d'Alex Zamm, avec Kyla Pratt ;
- 2020 : Le Voyage du Docteur Dolittle (Dolittle), film américain de Stephen Gaghan avec Robert Downey Jr..

### À la télévision
- 1970-1972 : Doctor Dolittle (en), série d'animation américaine ;
- 2011 : The Voyages of Dr. Dolittle, série d'animation américaine.

### En bande dessinée
- Dr. Dolittle, dessins et textes de Seymour Chwast, d'après Hugh Lofting, Creative Editions, 2015  (ISBN 978-1568462585). Publié en français sous le titre Docteur Dolittle, traduit de l'anglais américain par Lili Sztajn, Paris, Hélium, 2018, 40 p.  (ISBN 978-2-330-09048-7)

## Influences
Le personnage du docteur Aïbolit de Korneï Tchoukovski qui apparaît pour la première fois en 1924, est inspiré des histoires du Dr Dolittle.